# Miguel Calmon du Pin e Almeida (desembargador)
Miguel Calmon du Pin e Almeida (Santo Amaro da Purificação, 19 de abril de 1843 - Porto Alegre, 31 de diciembre de 1886) fue un abogado y político brasileño.
Nació en el pueblo de Santo amaro, en el ingenio San Antônio dos Calmon y tendría una brillante carrera en la magistratura y la política siguiendo el ejemplo de su tío homónimo, el marqués de Abrantes. En su compañía, estudió en Río de Janeiro y São Paulo donde se tituló de abogado en la Facultad de São Francisco llegando al cargo de desembargador.
Ocupó, en 1885, la presidencia de la provincia de Ceará y, en 1886, la de la Provincia de San Pedro de Río Grande del Sur.